# Szpital Przemienienia
Szpital Przemienienia – pierwsza część trylogii Stanisława Lema Czas nieutracony, ukończona we wrześniu 1948 roku, a wydana po raz pierwszy w 1955 roku razem z pozostałymi tomami.

## Historia
Autor początkowo nie zamierzał pisać następnych dwóch tomów (ich powstanie było wynikiem ingerencji władz komunistycznych w treść utworu), więc Szpital Przemienienia, jako napisany dużo wcześniej, charakteryzuje się innym stylem. Jest to jedyny tom tej trylogii, który Lem pozwalał w późniejszym okresie wznawiać, jako samodzielny tytuł z pierwszym wydaniem (także pozbawionym pewnych ingerencji cenzorskich) w 1975 roku.

## Fabuła
Akcja dzieje się w początkowych latach II wojny światowej i okupacji hitlerowskiej. Bohaterem powieści jest młody lekarz, Stefan Trzyniecki, który po studiach znajduje pracę w szpitalu psychiatrycznym. Po tym, jak Niemcy postanawiają wymordować pacjentów lekarze zatrudnieni w szpitalu przejawiają różne postawy, od akceptacji po samobójczą śmierć.

## Odbiór
Książka jest rodzajem traktatu filozoficzno-moralnego podejmującego problem odpowiedzialności i zachowań ludzkich w warunkach skrajnego zagrożenia, perypetie bohaterów łączą się w niej z dyskusją na tematy filozoficzne.
Antoni Smuszkiewicz nazywa utwór „pierwszą poważną powieścią Lema” i ubolewa, że nie została opublikowana zaraz po napisaniu, gdyż znakomicie mieściła się w nurcie literatury obrachunków inteligenckich. Mimo to, jak pisze krytyk książka „została bardzo życzliwie przyjęta przez krytykę literacką”, „stała się wydarzeniem sezonu” i przyniosła autorowi nagrodę miasta Krakowa. 
Krytycy odnajdują tu pokrewieństwo z powieścią Tomasza Manna Czarodziejska góra.

## Ekranizacje i realizacje radiowe
W 1978 roku powstał na podstawie powieści polski film pod tym samym tytułem w reżyserii Edwarda Żebrowskiego. 
W 2021 roku Teatr Polskiego Radia zrealizował słuchowisko w adaptacji i reżyserii Piotra Skotnickiego pod tym samym tytułem.